# Ras al Hadd

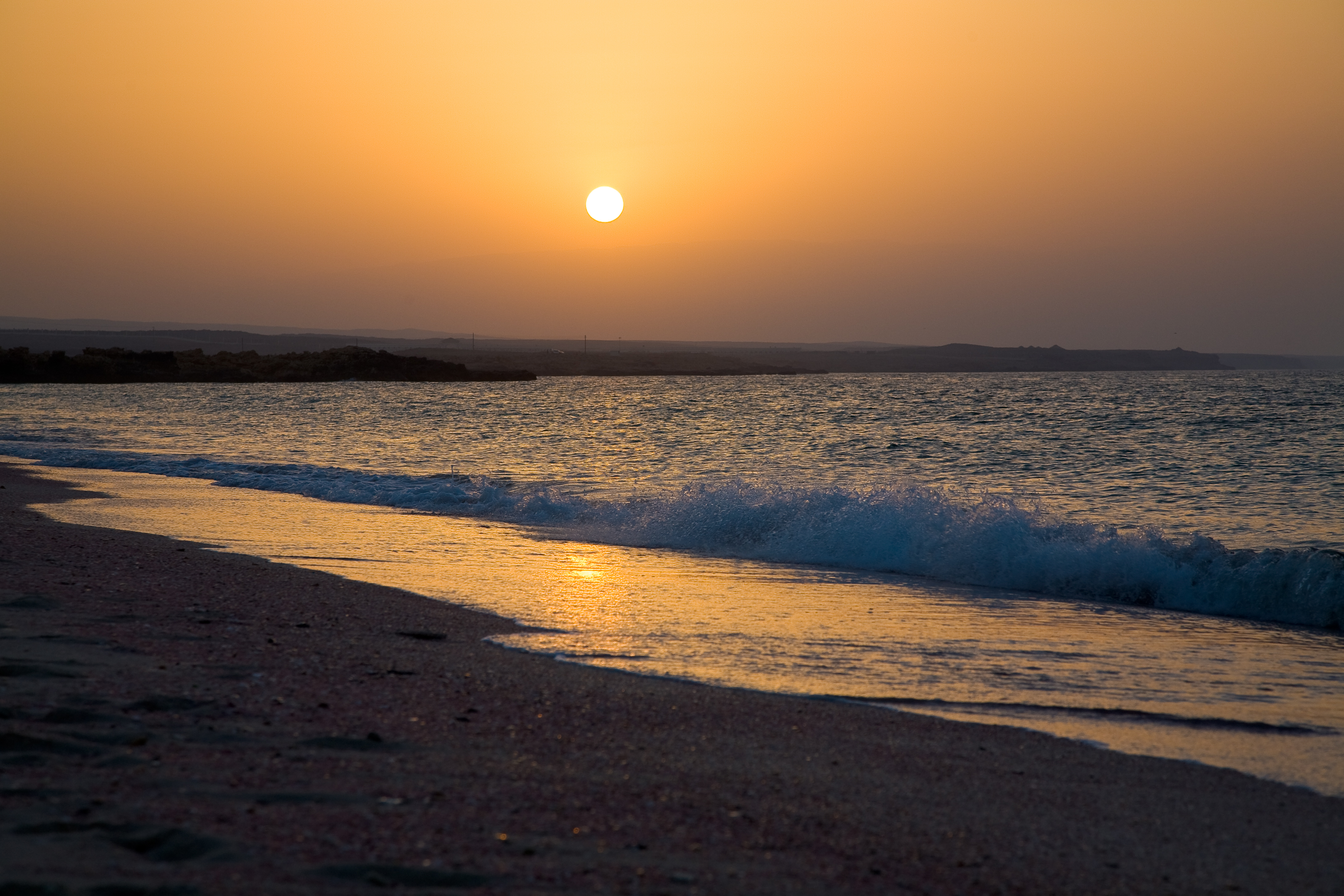
Soumrak nad mysem Ras al Hadd

Ras al Hadd (رأس الحد) je mys v Ománu, v guvernorátu Jižní aš-Šarkíja, považováný za nejvýchodnější bod země. Mys Hadd je spojkou mezi Ománským zálivem a Arabským mořem, pozoruhodný kvůli svým písečným plážím. Ty jsou domovem pro želvy, které do písku kladou svá vajíčka. Místními obyvateli jsou především rybáři z kmene al Orajmi.

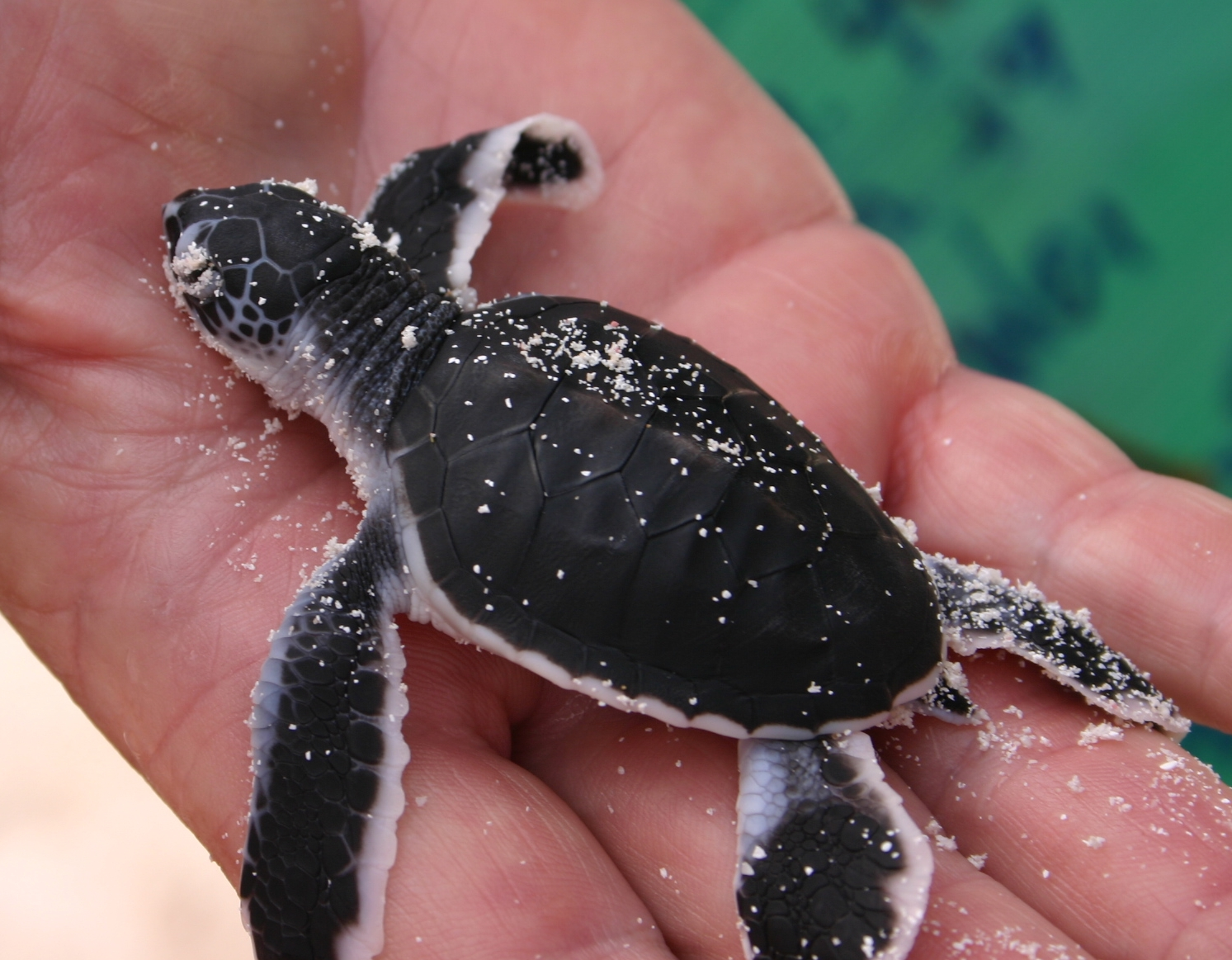
Kareta obrovská